# Lieske (Malschwitz)
Lieske, obersorbisch Lěskejⓘ, ist ein Ortsteil der sächsischen Gemeinde Malschwitz im Landkreis Bautzen. Lieske als nördlichster Ortsteil der Gemeinde ist auch der einzige, der während der sächsisch-preußischen Teilung der Oberlausitz von 1815 bis 1945 dem Königreich bzw. Freistaat Preußen angehörte. Es zählt zum offiziellen sorbischen Siedlungsgebiet in der Oberlausitz.

## Geographie

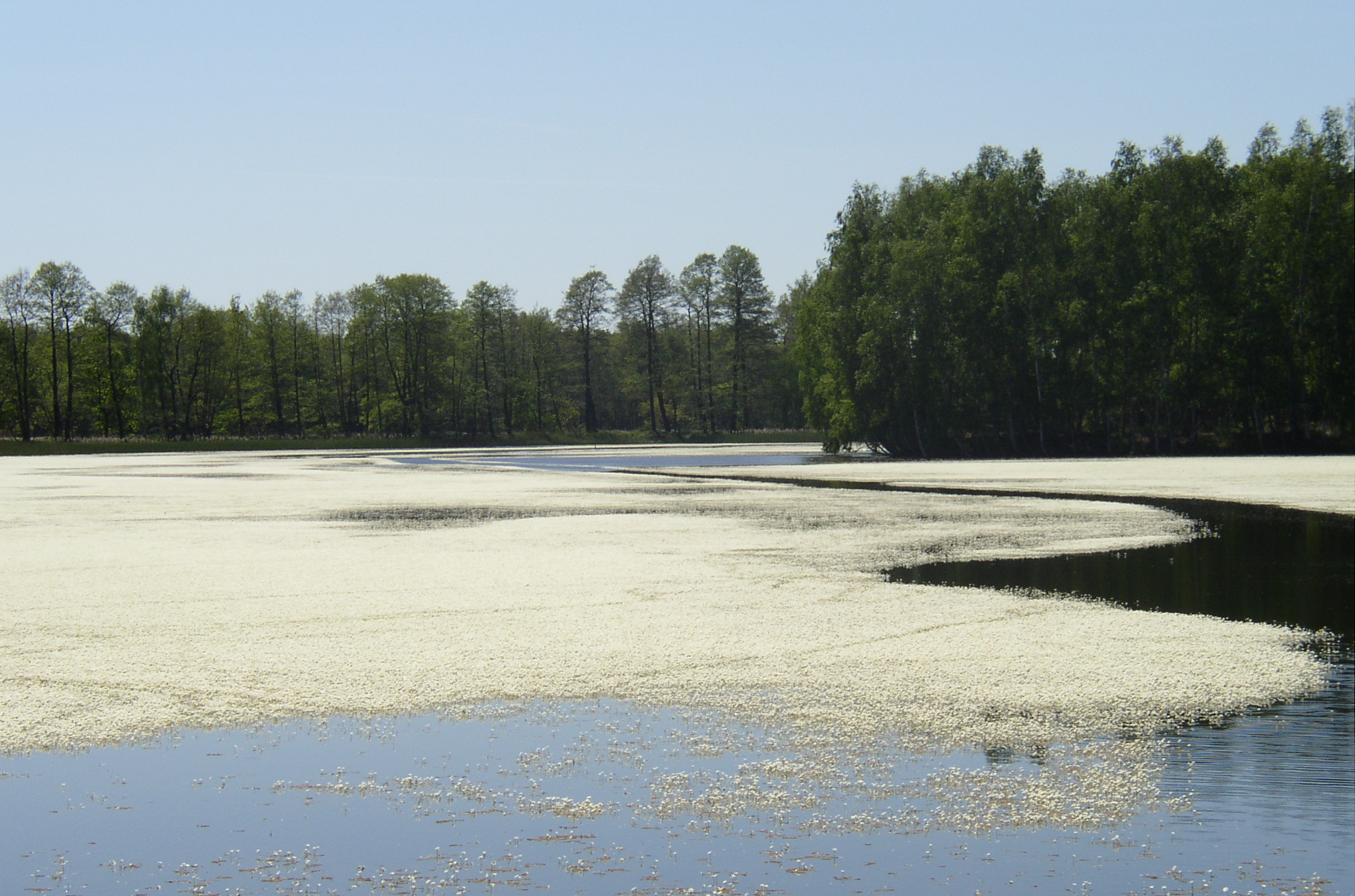
Blühender Ochsenteich bei Lieske

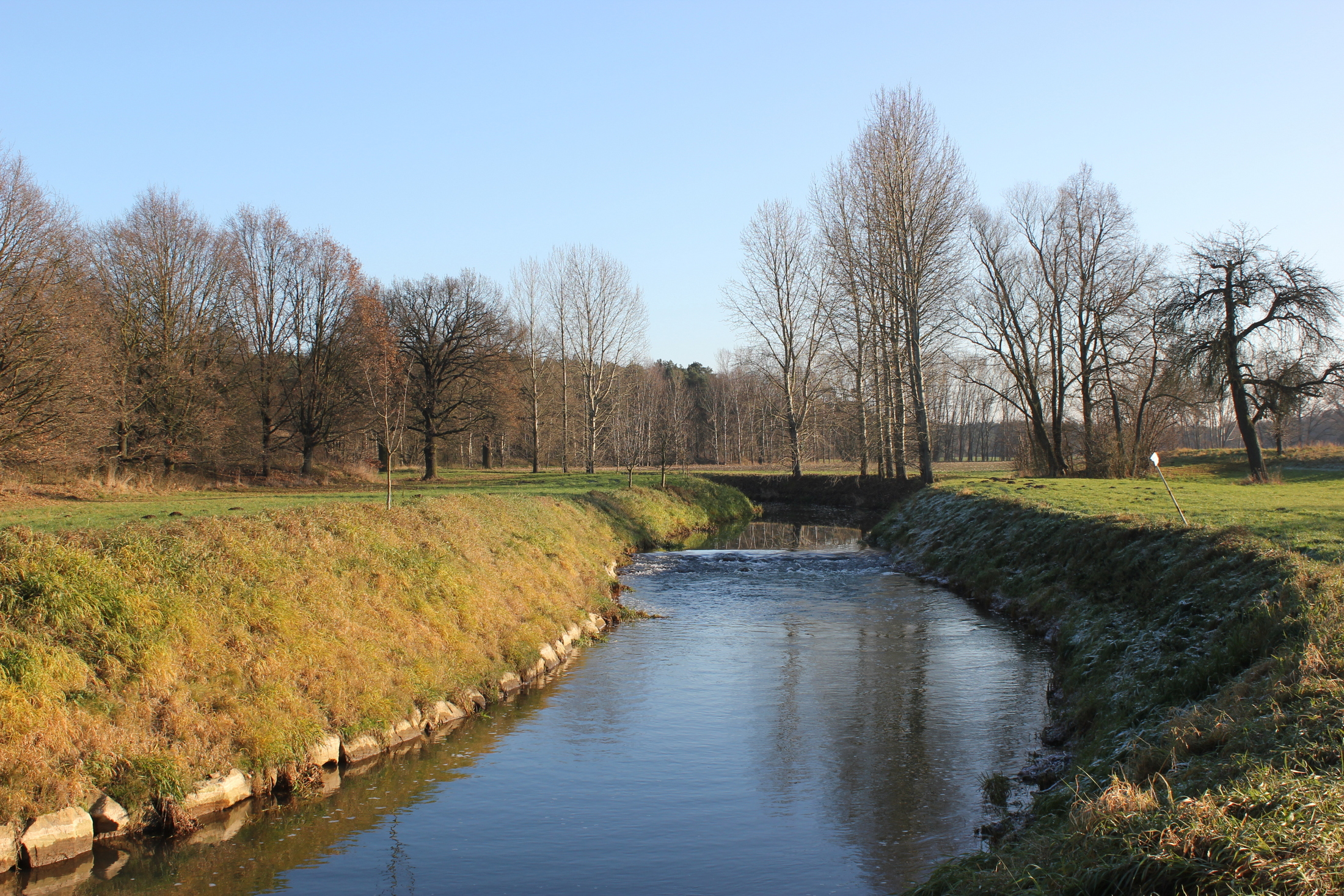
Die Spree in Lieske

In Form eines Straßendorfes liegt Lieske im Norden der Gemeinde an der Bundesstraße 156 zwischen Uhyst und Commerau. Durch Lieske fließt die aus Neudorf/Spree kommende Spree in nordwestlicher Richtung.
Umliegende Ortschaften, die wie Lieske alle im Biosphärenreservat Oberlausitzer Heide- und Teichlandschaft liegen, sind Kaschel im Nordosten, Ruhethal im Osten, Neudorf/Spree und Halbendorf/Spree im Südosten, Commerau im Süden, sowie Rauden und Mönau im Nordosten. Westlich der Ortslage erstreckt sich ein größeres Teichgebiet, in dem 34 Teiche mit einer ungefähren Nutzfläche von 350 Hektar durch drei Teichwirtschaften bewirtschaftet werden.
Rund drei Kilometer nördlich von Lieske liegt das Südufer des Bärwalder Sees, das einen Panoramablick zum Kraftwerk Boxberg erlaubt. An dieser Stelle reicht ein schmaler Landstreifen der Gemeinde entlang der ursprünglichen Wegführung der alten Fernverkehrsstraße 156 bis etwa 300 Meter an das Seeufer heran.

## Geschichte

### Ortsgeschichte
Nördlich der Ortslage gefundene Grabhügel belegen eine Besiedlung bereits während der Bronzezeit.
Urkundlich erstmals erwähnt wird das zur Kirchgemeinde Klix zählende Dorf im Jahr 1360 als Lesyk und Leske. Der aus dem Sorbischen stammende Ortsname kommt in der Lausitz mehrmals vor und bedeutet „kleines Wäldchen“, vgl. obersorbisch lěsk als Verkleinerung von lěs („Wald“).
Um 1777 war das Dorf dem Rittergut Mönau abgabenpflichtig. Preußen erzwang im Jahr 1815 im Zuge des Wiener Kongresses die Teilung des Königreiches Sachsen. Dadurch kam es auch zur Teilung der Oberlausitz zwischen den beiden Königreichen Sachsen und Preußen, Lieske kam als Grenzort zu letzterem. Erst dem brandenburgischen Landkreis Spremberg eingegliedert, kam der Ort 1825 mit der Bildung des Landkreises Hoyerswerda unter schlesische Regierung.
Nach dem Zweiten Weltkrieg erfolgte die Angliederung des schlesischen Anteils der Oberlausitz westlich der Lausitzer Neiße ans Land Sachsen. Nach der Verwaltungsreform von 1952 lag Lieske im Süden des Kreises Hoyerswerda im Bezirk Cottbus.
Einhergehend mit einem Kreis- und Bezirkswechsel wurde Lieske zum 1. Januar 1957 in die südöstlich liegenden Nachbargemeinde Neudorf/Spree im Kreis Bautzen (Bezirk Dresden) eingegliedert.
Im Zuge der sächsischen Gemeindegebietsreform schlossen sich am 1. Januar 1994 die Gemeinden Kleinsaubernitz und Neudorf/Spree mit Guttau zusammen. Diese Gemeinde ist seit dem 1. Januar 2013 Teil von Malschwitz.

### Bevölkerungsentwicklung
| Jahr | Einwohner |
| ---- | --------- |
| 1825 | 54        |
| 1871 | 92        |
| 1885 | 83        |
| 1905 | 90        |
| 1925 | 92        |
| 1939 | 88        |
| 1946 | 69        |
| 1950 | 315       |
| 2008 | 46        |
| 2013 | 42        |

Aus dem Jahr 1777 ist übermittelt, dass in Lieske vier Bauern, zwei Gärtner und drei Häusler wirtschafteten.
Zwischen 1825 und 1871 stieg die Einwohnerzahl von 54 um 70 % auf 92 an. Bis 1939 schwankte die Zahl leicht, starke Veränderungen sind aus dieser Zeit jedoch nicht verzeichnet.
Von der Bevölkerungsstruktur ist bekannt, dass 1880 im Ort 66 Sorben und 11 Deutsche lebten, was einem sorbischen Bevölkerungsanteil von 86 % entspricht. Im Jahr 1925 waren vier Einwohner katholischen Glaubens, während die restlichen 88 Einwohner (96 %) der evangelischen Kirche angehörten. Im Jahre 1956 waren noch 39 von 65 Einwohnern des Sorbischen mächtig.